# حدائق سوجو التقليدية

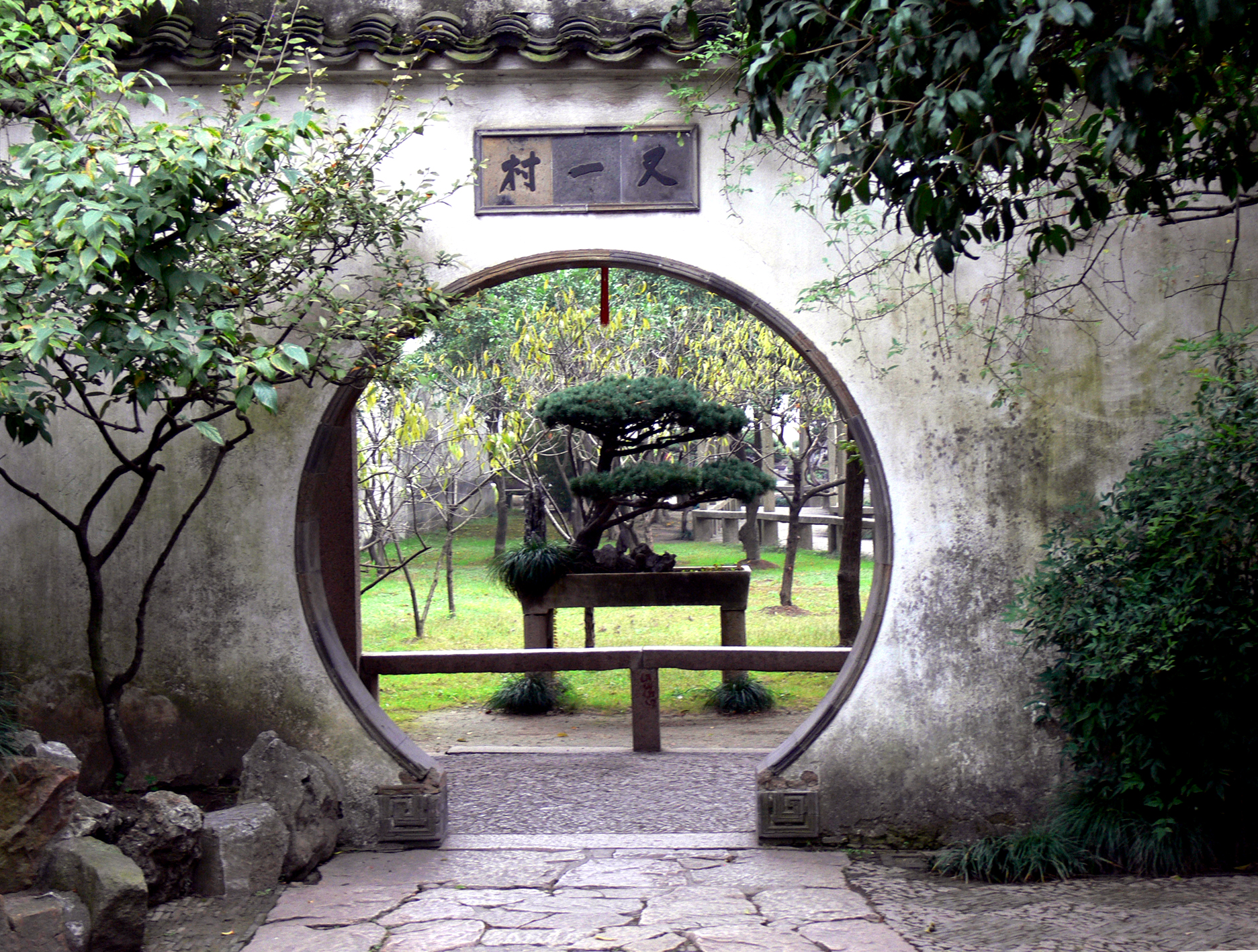

سوجو هي مجموعة من الحدائق في سوجو (مدينة)، في اقليم جيانغسو بالصين والتي تمت إضافتها إلى اليونسكو وقائمة التراث العالمي .
هي حدائق على تراث النمط الصيني
و محاكاة مناظر طبيعية مع الصخور والتلال والأنهار وبالقرب من المعابد الصينية.
تاريخها يرجع إلى أكثر من ألفي سنة، هذه الحدائق ازدهرت في منتصف عهد سلالة أسرة مينغ

## الحدائق
| صورة | اسم الحديقة                                                       | التاريخ |
| ---- | ----------------------------------------------------------------- | ------- |
|      | حديقة المدير المتواضع (拙政园/拙政園; Zhuōzhèng Yuán)             | 1997    |
|      | الحديقة الدائمة (留园/留園; Liú Yuán)                             | 1997    |
|      | حديقة سيد الأعشاش (网师园/網師園; Wǎngshī Yuán)                   | 1997    |
|      | دارة الجبل واحتضان الجمال (环秀山庄/環秀山莊; Huánxiù Shānzhuāng) | 1997    |
|      | حديقة مأوى الأزواج (耦园/耦園; Ŏu Yuán)                           | 2000    |
|      | حديقة الزراعة (艺圃/藝圃; Yì Pǔ)                                  | 2000    |
|      | سرادق الموجة العظيمة (沧浪亭/滄浪亭; Cāng Làng Tíng)              | 2000    |
|      | حديقة أيكة الأسد (狮子林园/獅子林園; Shī Zǐ Lín Yuán)             | 2000    |
|      | حديقة المأوى والانعكاس (退思园/退思園; Tuìsī Yuán)                | 2000    |

## انظر ايضاً
- قائمة مواقع التراث العالمي في الصين